# Dvogodišnja pupoljka
Dvogodišnja pupoljka (Noćurak, nočurak žuti; lat. Oenothera biennis) dvogodišnja je biljka iz porodca vrbolikovke (Onagraceae), koja raste u istočnoj i središnjoj sjevernoj Americi. Kod nas raste kao naturalizirana, većinom uz rijeke i jezera, te na svježe prekopanom tlu. Naraste do 150 cm visine. Listovi su kopljasti, dugi do 20 cm i široki do 2,5 cm. Cvate žutim cvjetovima, od kraja proljeća do kasnog ljeta, promjer kojih je do 5 cm. Biljka je ljekovita, mladi listovi, cvjetovi, te korijen biljke su jestivi.Noću na nju rado dolaze noćni leptiri. 

## Podvrste
- Oenothera biennis var. austromontana (Munz) Cronquist
- Oenothera biennis var. pycnocarpa (G.F. Atk. & Bartlett) Wiegand
- Oenothera biennis f. stenopetala (E.P. Bicknell) B. Boivin

## Sinonimi
- Brunyera biennis Bubani
- Oenothera biennis var. biennis
- Oenothera biennis f. biennis
- Oenothera biennis subsp. chicaginensis (de Vries ex Renner & Cleland) Á.Löve & D.Löve
- Oenothera biennis f. grandiflora (L'Hér.) D.S.Carp.
- Oenothera biennis var. grandiflora (L'Hér.) Torr. & A.Gray
- Oenothera biennis var. muricata (L.) Torr. & A. Gray
- Oenothera chicaginensis de Vries ex Renner & Cleland
- Oenothera chicagoensis Renner ex R.E.Cleland & Blakeslee
- Oenothera grandiflora L'Hér.
- Oenothera muricata L.
- Oenothera renneri H.Scholz
- Oenothera rubricaulis Kleb.
- Oenothera suaveolens Pers.
- Oenothera suaveolens var. latipetala Soldano
- Onagra biennis (L.) Scop.
- Onagra biennis var. grandiflora (L'Hér.) Lindl.
- Onagra muricata (L.) Moench[1]

Noćurak uz to što je ime ime ove vrste, označava i rod Mirabilis koji pripada porodici Nyctaginaceae (Noćurkovke).

## Vanjske poveznice
http://www.pfaf.org/user/Plant.aspx?LatinName=Oenothera+biennis